# Condado de Stonewall
O Condado de Stonewall é um dos 254 condados do estado americano do Texas. A sede do condado é Aspermont, e sua maior cidade é Aspermont.
O condado possui uma área de 2 383 km² (dos quais 4 km² estão cobertos por água), uma população de 1 693 habitantes, e uma densidade populacional de 1 hab/km² (segundo o censo nacional de 2000).
O condado foi fundado em 1876.